# أوزفالدو فالنتي
أوزفالدو فالنتي (بالإيطالية: Osvaldo Valenti) (17 فبراير 1906 - 30 أبريل 1945) هو ممثل سينمائي إيطالي. لعب دور البطولة في العديد من الأفلام الإيطالية الناجحة في أواخر الثلاثينيات وأوائل الأربعينيات من القرن الماضي.

## وصلات خارجية
- أوزفالدو فالنتي علي موقع IMDb